# Cornularia aurantiaca
Cornularia aurantiaca är en korallart som beskrevs av William Stimpson 1855. Cornularia aurantiaca ingår i släktet Cornularia och familjen Cornulariidae. Inga underarter finns listade i Catalogue of Life.